# Raging Slab
Raging Slab är ett amerikanskt rockband, bildat 1983 av gitarristerna Greg Strzempka och Elyse Steinman i New York.

## Historia
Bandet bildades 1983 då gitarristerna Greg Strzempka och Elyse Steinman träffades i New York. De delade intresset för 1970-talets hårdrock, särskilt "boogie"-rock, och samtida punk-grupper som Ramones och Black Flag. Paret värvade trummisen Kory Clarke (Warrior Soul och Space Age Playboys) och en tredje gitarrist, Dmitri Brill (Super DJ Dmitri från Deee-Lite), och den nybildade gruppen började att uppträda på rockklubbar på Manhattans Lower East Side.
1986, efter en rad medlemsbyten då såväl Clarke som Brill hade slutat, stabiliserades bandet något med Alec Morton som basist. Raging Slab hade börjat bygga upp en lojal fanskara i New York och New Jersey, och gjorde många konserter tillsammans med Butthole Surfers och med Strzempkas and Steinmans grannar White Zombie. Inalles skulle gruppen komma att avverka över tjugo trummisar, inklusive Tony Scaglione från Whiplash och Slayer, Black Label Societys Phil Ondich, Monster Magnets Bob Pantella, och Rob Cournoyer, innan de hittade svenske Niklas Matsson (från Backdraft, senare i Bonafide).
Raging Slab spelade in sitt första album 1987, Assmaster, vilket släpptes av New Jersey-baserade punkbolaget Buy Our Records. Omslaget ritades av Marvel Comics Pat Redding och Pete Ciccone, och bandet började turnera i USA. 1988 beslöt sig Steinman och Strzempka för att återigen skaffa en tredje gitarrist, Mark Middleton, och släppte EP:n True Death.
1989 började flera stora skivbolag kurtisera Raging Slab för att kontraktera dem, och till sist blev det RCA Records som fick bandet att skriva på ett kontrakt för flera skivor. Deras självbetitlade, tredje album Raging Slab, producerades av Daniel Rey (Iggy Pop, Ramones, Masters of Reality) och videon till Don't Dog Me – i vilken bandet dras omkring av en monstertruck i Mojaveöknen – klättrade till andraplatsen i MTV:s topplisteprogram.
I en recension i Guitar World beskrevs gruppen som "Lynyrd Skynyrd möter Metallica". Vid det här laget gjorde bandet omfattande turnéer som förband till Red Hot Chili Peppers, Ramones, Molly Hatchet och Warrant. Ett tidigare förband till Raging Slab på deras turné 1990 var det då okända Mr. Crowe's Garden, som sedermera blev Black Crowes. Runt denna tidpunkt köpte Strzempka och Steinman en gård på Pennsylvanias landsbygd och byggde den egna "Slabbey Road"-studion. Bandmedlemmarna bodde tillsammans på gården i ett slags kollektiv och påbörjade inspelningarna av deras andra skiva för RCA Records, From a Southern Space, producerad av Alex Perialis (Anthrax, M.O.D., S.O.D.). Skivbolagets chefer var inte glada över den nya musikaliska inriktningen och drog in sitt stöd. Under denna period var gruppen också förband till Guns N' Roses på deras "Top Secret Club Tour" .
Raging Slab gick återigen in i studion för att spela in sin tredje skiva för RCA, Freeburden tillsammans med producenten Michael Beinhorn (Soundgarden, Ozzy Osbourne, Red Hot Chili Peppers) och under inspelningarna använde de sig av det sistnämnda bandets trummis, Jack Irons (senare i Pearl Jam). Återigen ratades materialet av RCA, varpå Def American-chefen Rick Rubin erbjöd sig att köpa ut dem från återstoden av kontraktet med RCA och i stället göra skivor för hans etikett.
1992 började gruppen att spela in ett nytt album tillsammans med producenten Brendan O'Brien (Pearl Jam, Soundgarden, Jackyl, Stone Temple Pilots) och Led Zeppelin-medlemmen John Paul Jones, som gjorde stråkarrangemangen. Skivan Dynamite Monster Boogie Concert släpptes 1993, ackompanjerad av en video till Anywhere But Here, med den före detta barnskådespelaren Gary Coleman. Videon hade premiär i MTV:s populära program Beavis and Butt-Head, där Beavis förklarar att Raging Slab "är som Lynyrd Skynyrd, fast coola…".
Följande år ger sig bandet iväg på en Europaturné som förband till Texas. De spelar också med Lenny Kravitz och Monster Magnet, men under den engelska delen av turnén skadar dåvarande trummisen Paul Sheehan sina knän och turnén får avbrytas. Vid hemkomsten påbörjas inspelningarna av det andra albumet för Def American (som nu bytt namn till American Recordings). Skivan, Black Belt in Boogie, refuseras av Rubin, som ska ha sagt att han "inte hör några låtar" på den och albumet förblir osläppt. Vid samma tidpunkt lämnar gitarristen Mark Middleton bandet med hänvisning till "personliga problem", och återförenar sitt classic rock-coverband The Desperadoes i Johnstown, Pennsylvania, vilka spelar än i dag.
Raging Slab återvänder till studion för att spela in nästa skiva, Sing Monkey, Sing!, vilken släpps utan vidare publicitet. American Recordings bryter sedan samarbetet med distributören Warner Bros. Records, men undanhåller den informationen från bandmedlemmarna. Sing Monkey, Sing! säljs sedan till Columbia Record and Tape Club, och bandet påbörjar rättsliga processer mot sitt skivbolag. Efter att ha insett att en strid mot en ekonomiskt så mäktig motpart skulle komma att ruinera dem, beslutar sig gruppen för att vänta ut den resterande kontraktsperioden, vilket också innebär att de är förhindrade att släppa någon ny musik fram till år 2000.
Under 1997 börjar gruppen att spela ute och att spela in för en kommande skiva, tillsammans med trummisen Phil Ondich, som sedermera lämnar bandet i maj 1998 för att starta Black Label Society tillsammans med Zakk Wylde. Dale Crover (The Melvins, Nirvana) hjälper dem med trumspelet i väntan på en permanent ersättare, inklusive några konserter som förband till den gitarristen Leslie West. Trummisen Rob Cournoyer, från New Orleans ansluter till bandet, efter att ha rekommenderats av Allman Brothers Band- och Gov't Mule-gitarristen Warren Haynes.
År 2000 har så bandets tidigare kontrakt löpt ut och de börjar återigen att spela in och släppa låtar, bland annat på samlingsskivor som Aerosmith-hyllningen Right in the Nuts, och med en cover av Mississippi Queen till samlingen In the Groove. 2001 släpper bandet, med pånyttfödd vitalitet, skivan The Dealer på det oberoende, New York-baserade bolaget Tee Pee Records – med den första egna musiken på nästan sex år. Bandet turnerar ihärdigt i USA och Kanada och förbereder sig för en längre Europaturné, med planlagd flygning från New York den 11 september 2001. Efter terrorattentaten och det kaos i flygtrafiken som följer ställs turnén in.
Bandet beger sig återigen in i studion för att spela in en ny skiva: Pronounced: Eat Shit, som släpps 2002 av Tee Pee Records. Efter skivsläpp och påföljande Europaturné tar bandet en längre paus innan de tillkännager att deras basist sedan mitten av 80-talet, Alec Morton, lider av en hjärtsjukdom.
Strzempka går med i det svenska bandet Backdraft 2003, som byter namn till Odin Grange. Vid 2004 års slut har såväl deras trummis Niklas Matsson som basist Mats Rydström anslutit till Raging Slab för en längre Europaturné, vilket sommaren 2005 följs av ett framträdande vid festivalen Emissions From The Monolith i Youngstown, Ohio och inspelningen av ett nytt studioalbum – som ännu inte släppts.

## Medlemmar

### Nuvarande medlemmar
- Greg Strzempka – gitarr, sång (1983– )
- Mats Rydström – basgitarr (2002– )
- Niklas Matsson – trummor (1986–1992, 2004– )

### Tidigare medlemmar
- Elyse Steinman – slidegitarr, sång (1983–2017; död 2017)
- Mark Middleton – sologitarr (1986–1995)
- Kory Clarke – trummor (1983–1986)
- Tim Finefrock – trummor
- Dmitri Brill – gitarr (1983–1986)
- Alec Morton – basgitarr (1986–2004)
- Robert Paules – basgitarr (1983–1986)
- Tony Scaglione – trummor (1989)
- Phil Ondich – trummor (1997–1998)
- Bob Pantella – trummor (1989)
- Rob Cournoyer – trummor (1998–2004)
- Jack Irons – trummor (1992)
- Paul Sheehan – trummor (1992–1997)
- Dale Crover – trummor (1998)

## Diskografi

### Studioalbum
- Assmaster CD/LP (1987 Buy Our Records)
- Raging Slab CD/LP (1989 RCA Records)
- From a Southern Space (1991 osläppt)
- Freeburden (1992 osläppt)
- Dynamite Monster Boogie Concert CD (1993 Def American)
- Black Belt in Boogie (1995 osläppt)
- Sing Monkey, Sing! CD (1996 American Recordings)
- The Dealer CD/LP (2001 Tee Pee Records)
- (pronounced ēat-shït) CD (2002 Tee Pee Records)

### Singlar
- "Mr. Lucky" (1988 Buy Our Records)
- True Death EP CD/12" (1989 Buy Our Records)
- "Bent for Silver" CD (1989 RCA Records)
- "Don't Dog Me" CD (1989 RCA Records)
- "A Taste o' Slab" CD (1993 American Recordings)
- "Anywhere But Here" CD (1993 American Recordings)
- "Pearly" CD (1993 American Recordings)
- "What Have You Done" CD (1993 American Recordings)
- "Take a Hold" CD/12" (1994 American Recordings)
- "Should'a Known" CD (1994 American Recordings)

### Återutgivningar
- Slabbage/True Death CD (1991 Restless Records) (samling med Assmaster och True Death EP)
- Raging Slab CD (2000 Axe Killer Records)
- Raging Slab CD (2009 Rock Candy Records)

### Samlingsskivor
- Feel Too Much on Bands That Ate New York LP (1986 Natural Enemies Records)
- Alpha Jerk on A Restless World CD (1991 Restless Records)
- Anywhere but Here on Details Music Matters Special Edition 5 CD (1994 Details Magazine)
- Pot Head Pixies on Hempilation: Freedom Is NORML CD (1995 Capricorn Records)
- Take a Hold on American Product CD sampler (1998 American Recordings)
- Mississippi Queen on In the Groove CD (1999 The Music Cartel)
- Lynne on Jump Into Rock CD (1999 Mercury Records)
- Bone to Bone on Right In The Nuts CD (2000, Small Stone Records)
- Pole Cat Woman on Judge Not CD (2000 Underdogma Records)
- We're an American Band on Sucking the 70's 2CD (2002 Small Stone Records)
- Miss Delicious on Guerrilla Jukebox Vol 1 (2003 CD Tee Pee Records)